# La rabbia degli angeli (John Connolly)
La rabbia degli angeli è un romanzo dello scrittore irlandese John Connolly.
 Originariamente pubblicato nel Regno Unito nel 2012, è l'undicesimo romanzo del ciclo dedicato alle avventure dell'investigatore Charlie Parker, detto Bird.

Nell'ambito del ciclo, il romanzo ad esso precedente è Un'anima che brucia (The Burning Soul), quello seguente è Il lupo in inverno (The Wolf in Winter).

## Titolo
La trama del romanzo chiama nuovamente in causa un elemento già comparso più volte nel corso dei precedenti episodi della saga dedicata a Charlie Parker: gli angeli caduti. Il titolo si riferisce ai sentimenti negativi dei quali tali angeli – ormai mutati in demoni sotto sembianze umane - sono preda a causa del dolore per la perdita della perfezione e dello stato di Grazia celeste.

## Incipit
(traduzione di Federico Lopiparo)

## Trama
Nell'estate del 2001 un piccolo aereo privato cade nella parte più profonda dei Great North Woods, i fitti boschi che coprono buona parte del Maine settentrionale. 
L'anno seguente, durante l'inverno, Harlan Vetters e Paul Scollay, due cacciatori di Falls End all'inseguimento di un cervo ferito, trovano casualmente i resti di quello stesso aereo. Tra i rottami, ormai semisepolti dal terreno e dalla vegetazione, non ci sono corpi; all'interno del relitto però i due trovano alcuni documenti, una grande quantità di denaro e due paia di manette, abbandonate sotto il sedile del passeggero. 
Vincendo i propri scrupoli, Harlan e Paul prendono il denaro; Harlan asporta anche un paio di fogli dalla cartella dei documenti. Successivamente il denaro rubato serve ad Harlan per assicurare assistenza medica alla moglie Angeline gravemente malata, e a Paul per tentare di guarire dal cancro dal quale ad un certo punto è stato assalito. Per compensare la vergogna e i sensi di colpa i due usano il denaro anche per opere di beneficenza, mantenendo però il più stretto anonimato. La storia relativa all'aereo caduto e ai soldi rubati rimane per anni il loro segreto: Paul muore suicida senza averne mai parlato con altri, Harlan invece la racconta in punto di morte ai figli Marielle e Grady, raccomandando loro di informarne soltanto un'altra persona: il detective Charlie Parker. 
Al Great Lost Bear, il bar di Portland in cui lavora part-time Parker ascolta infatti l'intera storia, narratagli da Marielle Vetters e da Ernie Scollay, l'anziano fratello di Paul. Marielle gli consegna anche i documenti portati via dal padre. I due non chiedono nulla di preciso al detective, nemmeno di cercare il luogo dove presumibilmente si trova ancora l'aereo. Parker in ogni caso si convince che il relitto va trovato al più presto quando viene informato che tempo prima si è già interessato alla ricerca un vecchio e pericoloso avversario: Brightwell il Credente, accompagnato da una donna bellissima ed enigmatica di nome Darina Flores. Il detective sospetta che i Credenti – o qualcuno come loro – più che al denaro siano interessati ai documenti, che consistono in una sorta di lista con molti nomi, forse appartenenti a quanti hanno accettato di stringere il classico patto demoniaco: la propria anima in cambio di fama, successo, potere e ricchezza.
Ben presto la situazione si complica: alcune persone i cui nomi compaiono nella lista iniziano a morire, vittime probabilmente di un altro vecchio avversario ossessionato dall'idea di giustizia, il Collezionista. La lista stessa inoltre viene diffusa in varie copie (come conseguenza del tentativo di redenzione da parte di una donna malvagia, che è già stata a sua volta uccisa), e in una di queste copie compare inspiegabilmente il nome di Parker. 
Dopo aver sostenuto e difeso con decisione la propria innocenza, Parker ottiene l'appoggio del rabbino Epstein che lo aiuta a chiarire molti dei punti oscuri dell'intera vicenda e a scoprire le verosimili identità del proprietario, del pilota e del pericoloso passeggero dell'aereo caduto: tutte figure legate ad una tragica e crudele vicenda del passato. 
Con la collaborazione degli amici storici – Angel, Louis e Jackie Garner – ai quali si aggiunge Liat, una giovane donna sordomuta che lavora per il rabbino, alla fine Parker si inoltra nella foresta; grazie ad informazioni di varia provenienza riesce ad individuare la carcassa dell'aereo e a recuperare la copia originale della lista. 
Nel frattempo però il segreto sull'ubicazione del relitto non è stato custodito come avrebbe dovuto, quindi Parker e i suoi non sono soli nei boschi: la loro impresa, benché sostanzialmente coronata dal successo, lascerà dietro di sé una lunga serie di vittime, senza distinzione tra innocenti e colpevoli. 
Parker riesce a mettere al sicuro la lista, fingendo di distruggerla, ma per ora non tutti i misteri della complessa vicenda risultano definitivamente chiariti.

## Personaggi
- Charlie Parker. Nel tentativo di difendere sé stesso, la famiglia e gli amici, ha diradato la sua attività di detective, dedicandosi preferibilmente a casi di frode e a piccoli controlli. A volte tuttavia non può evitare di rimanere coinvolto in casi più pericolosi che riguardano persone scomparse o eventi legati alla sua stessa esistenza.

- Samantha detta Sam. È la figlia nata dalla relazione di Parker con Rachel Wolfe; vive ormai stabilmente nel Vermont con la madre, ma riesce ugualmente ad incontrare il padre con una certa frequenza. È una bambina sveglia e sensibile, e i genitori non rifiutano mai di rispondere alle sue numerose domande: sa di essere la secondogenita di Charlie Parker, sa cosa è accaduto a Jennifer e a Susan, è consapevole del rapporto conflittuale che il padre ha con il proprio lavoro. A tratti sembra avere anche qualche indefinita premonizione su ciò che dovrà accadere.
- Harlan Vetters. Ha lavorato per quarant'anni come guardaparco del Maine Forest Service, con il quale ha continuato a collaborare anche da pensionato. Nei suoi ultimi anni si è soprattutto occupato della declinante salute dell'amatissima moglie Angeline, devastata da Parkinson e Alzheimer.
 È un uomo onesto, e il ricordo del furto commesso nella foresta continua a tormentarlo sino al momento della sua morte.
- Paul Scollay. Altro uomo onesto. È il miglior amico di Harlan Vetters: fisicamente diverso da lui, gli somiglia però nel carattere e nelle convinzioni. Finché l'età non lo ostacola, è abilissimo nella caccia con l'arco, ma per uno strano scherzo del destino è lui a ferire, con un pessimo colpo di fucile, il cervo che condurrà alla scoperta dell'aereo caduto nella foresta.
Gravemente malato di cancro, si suicida senza clamore.
- Marielle Vetters. È la figlia maggiore di Harlan. Divorziata (dopo aver tradito l'insopportabile marito), era tornata a vivere con i genitori. È una donna pratica, diretta e sincera che a Parker risulta piuttosto simpatica. Il casuale coinvolgimento nella vicenda dell'aereo caduto finirà per costare molto caro tanto a lei quanto ad Ernie Scollay, il fratello di Paul.
- Grady Vetters. Figlio di Harlan e fratello di Marielle, ha vissuto in perenne conflitto con il padre, soprattutto a causa della sua dipendenza da alcol e droghe. A differenza dell'amico Teddy Gattle, odia Falls End e vorrebbe riuscire a trasferirsi in una grande città: ma è un artista fallito ed un uomo frustrato, le cui capacità non sono all'altezza delle ambizioni.
- Esercito della Notte (Exercitus Noctis). Si autodefinisce in questo modo un'ampia e articolata organizzazione costituita da creature (demoniache e non) i cui scopi sembrano essere la corruzione e la lenta disgregazione del genere umano, come preparazione all'avvento di una malvagia entità suprema. Appoggiato dai cosiddetti Finanziatori (uomini e donne che nell'impresa hanno anche interessi di tipo economico), l'Esercito è in qualche modo legato alle attività della Pryor Investments, una piccola società con sede a Boston, fondata e diretta dall'ambiguo Garrison Pryor.
- Brightwell. Creatura di aspetto sgradevole, è umano solo in apparenza: in realtà è un angelo caduto, ovvero un demone. Per Parker, che nel passato lo ha ucciso, è un antico nemico.
 Al momento della sua morte Brightwell era un uomo adulto, vissuto per secoli; rinato in un nuovo corpo, ha ora l'aspetto di un bambino che inizialmente ignora ciò che gli è accaduto. Recuperati i propri ricordi, riscopre anche l'odio nei confronti di Parker e il desiderio di vendetta: i nuovi eventi nei quali rimane coinvolto non gli danno però il tempo di attuarla.
- Darina Flores. Apparentemente è una donna bellissima e sensuale, in realtà è una creatura demoniaca – uno dei tanti angeli caduti – che per conto del cosiddetto Esercito della Notte individua e punisce i traditori. Unita a Brightwell da un antico e profondo legame, in occasione della sua rinascita fa in modo di poterne essere la madre biologica.

## Cronologia
La vicenda principale narrata nel romanzo inizia in novembre, poco prima del Giorno del Ringraziamento; l'anno è quello successivo al rapimento di Anna Kore, dunque il 2011.

L'aereo disperso nella foresta, la cui ricerca costituisce l'oggetto principale dell'indagine, risulta caduto il 14 luglio 2001; Harlan Vetters e Paul Scollay ritrovano il relitto nel novembre del 2002.

Brightwell, alla ricerca dello stesso aereo, torna a Falls End per la seconda volta nel gennaio del 2004, poco prima di essere ucciso da Parker a Sedlec, nella Repubblica Ceca.

## Edizioni

### Edizione originale
- John Connolly, The Wrath of Angels, Hodder & Stoughton, London, 2012 – ISBN 978-1-4447-5644-9

### Edizioni italiane
- John Connolly, La rabbia degli angeli, Time Crime ed., 2014; traduzione di Federico Lopiparo; pag. 557 – ISBN 978-88-6688-152-0

### Altre edizioni
- John Connolly, The Wrath of Angels, Atria / Emily Bestler Books, New York, 2013 - ISBN 978-1-4767-0302-2
- John Connolly, The Wrath of Angels (paperback edition), Hodder & Stoughton, London, 2013 - ISBN 978-1-4447-5648-7
- John Connolly, The Wrath of Angels (paperback edition), Pocket Books, 2013 – ISBN 978-1-4767-0303-9

### Edizioni audio
- John Connolly, The Wrath of Angels (A Charlie Parker Mistery, Book 11). Formato: CD; versione integrale, durata: 13 h. e 54'. Lingua: inglese; lettore Jay Snyder, Simon & Schuster Audio, New York, 2013
- John Connolly, The Wrath of Angels (Audiobook). Versione integrale. Lingua: inglese; lettore Jeff Harding, Hodder & Stoughton, London, 2012

### Edizioni multimediali
- John Connolly, The Wrath of Angels. Formato: Kindle Edition, Hodder & Stoughton, London, 2012
- John Connolly, La rabbia degli angeli. Formato: Kindle Edition, TimeCrime, 2014